# Limnonectes cintalubang
Limnonectes cintalubang é uma espécie de anfíbio anuros da família Dicroglossidae. Está presente em Malásia. A UICN classificou-a como quase ameaçada.